# 富士見ニュータウン (伊豆の国市)
富士見ニュータウン（ふじみニュータウン）とは、静岡県伊豆の国市にある（一部）温泉付き別荘地。

## 概要
「富士見パークウェイ」の南方、「伊豆にらやまカントリークラブ」の北方に位置する一部温泉付き別荘地。南西の低地が第1期分譲地、北東の高地（かつての「伊豆富士見ランド」（現・日通伊豆研修センター）隣接地）が第2期分譲地となっており、温泉は第1期のみ引込可能。
「富士見パークウェイ」「伊豆富士見ランド」と同じく、日通が開発した別荘地であり、管理も日通不動産が行なっている。
分譲開始は1967年（昭和42年）。区画数は第1期・第2期とも各々約680、合計約1360、総棟数約500、定住約170世帯。

## 交通・アクセス
北接する「富士見パークウェイ」が主要な外部との出入り口となっている。また第1期の南方には、「韮山反射炉」や「伊豆にらやまカントリークラブ」方面へと通じる道路も通っている。
また別荘地専用の無料送迎バスが、別荘地内と最寄駅の韮山駅方面をつないで毎日4往復している。